# Energie-Museum Berlin

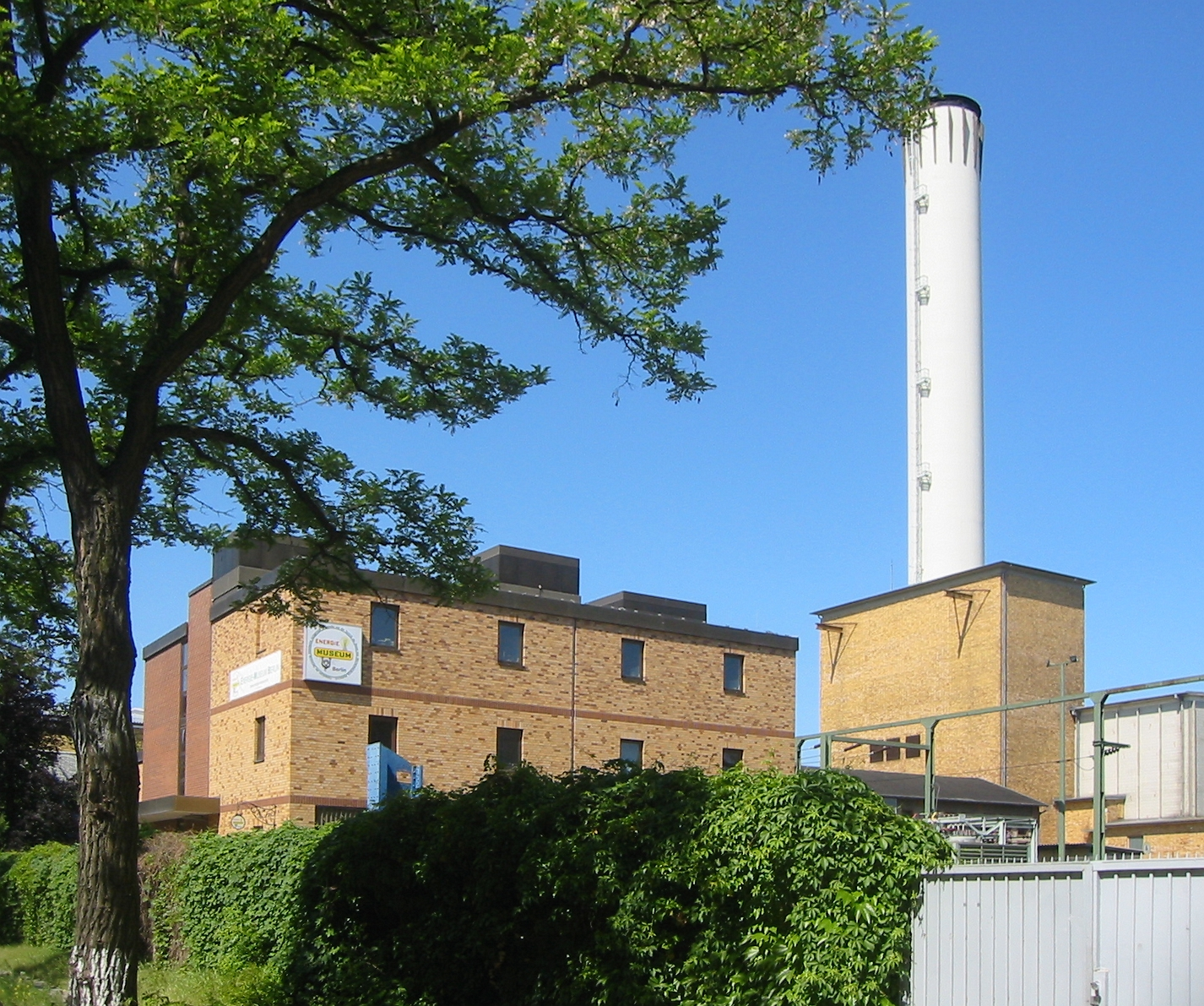
Energie-Museum Berlin in Lankwitz

Das Energie-Museum Berlin in der Teltowkanalstraße 9 des Berliner Ortsteils Lankwitz zeigt auf dem Gelände des ehemaligen Kraftwerks Steglitz historische Geräte der Energieerzeugung und -anwendung. Das Museumsgebäude enthielt das seinerzeit größte in Deutschland betriebene Batterie-Speicherkraftwerk.
Das Museum verfügt über ein umfangreiches Archiv, das allen Interessierten offensteht. In mehreren Datenbanken stehen Informationen zur Geschichte und Technik der Energieversorgung sowie zu den Ausstellungsstücken und Asservaten des Museums zur Verfügung.

## Ausstellung
Auf einer Ausstellungsfläche von rund 1800 m² und in vier Etagen wird ein Einblick in folgende Bereiche gewährt:
- Kraftwerkstechnik
- Stromnetz
- Öffentliche Beleuchtung, wie die Straßenbeleuchtung
- Schutztechnik, wie Netzschutz
- Messtechnik
- Arbeitssicherheit
- Anwendungstechnik, wie Radios und Haushaltsgeräte
- Kommunikationstechnologie

## Geschichte

### Das Kraftwerksgelände
Die Gemeinde Steglitz errichtete nach den Plänen von Hans Heinrich Müller u. a. zwischen 1910 und 1911 in acht Monaten Bauzeit auf dem Gelände am Teltowkanal und an der Birkbuschstraße ein eigenes Kraftwerk, das am 15. März 1911 eingeweiht und in den folgenden Jahren mehrfach ausgebaut und erweitert wurde. Mit der Erweiterung des Kraftwerks ging Anfang der 1930er-Jahre auch die Errichtung der nahegelegenen Rauchlosen Siedlung einher.
Auf dem Eckgrundstück Birkbuschstraße / Teltowkanalstraße wurde 1929 ein Umspannwerk gebaut, welches 1940/42 durch einen großen Neubau von Egon Eiermann ersetzt wurde.
Das Kraftwerk Steglitz wurde 1984–1986 zum Batterie-Speicherkraftwerk umgebaut. Für das damals in West-Berlin als Inselsystem betriebene Stromnetz wurde dies als Frequenzregeleinrichtung und Sofortreserveanlage benötigt. Die Anlage hatte eine Spitzenleistung von 17 MW, welche nach Vollladung 20 Minuten lang abgegeben werden konnte, und konnte im optimalen Fall in Summe 14,4 MWh an elektrischer Energie speichern.
Das Gebäude der Batteriespeicheranlage wurde 1984 nach den Plänen des Architekten Clemens Mletzko in Beton-Ziegelstein-Verbundkonstruktion mit Flachdach errichtet. Es ist dreigeschossig und unterkellert. Das Gebäude fällt durch seine architektonische Gestaltung im Gesamtbild der anderen Gebäude auf dem Kraftwerksgelände besonders auf und bildet einen Kontrast zu den alten Kraftwerks- und Verwaltungsgebäuden des Architekten Hans Heinrich Müller, deren Fassaden mit dunkelbraunen Rathenower Handstrichziegeln verblendet sowie mit roten und weißen Ziegeln verziert sind.
Nach der Wiedervereinigung Deutschlands wurden die Stromnetze verbunden. Ende 1994 wurde die Anlage stillgelegt. Heute stehen das Gesamtensemble und relevante Einzelbauten des Kraftwerkes Steglitz unter Denkmalschutz.

### Förderverein und Museum

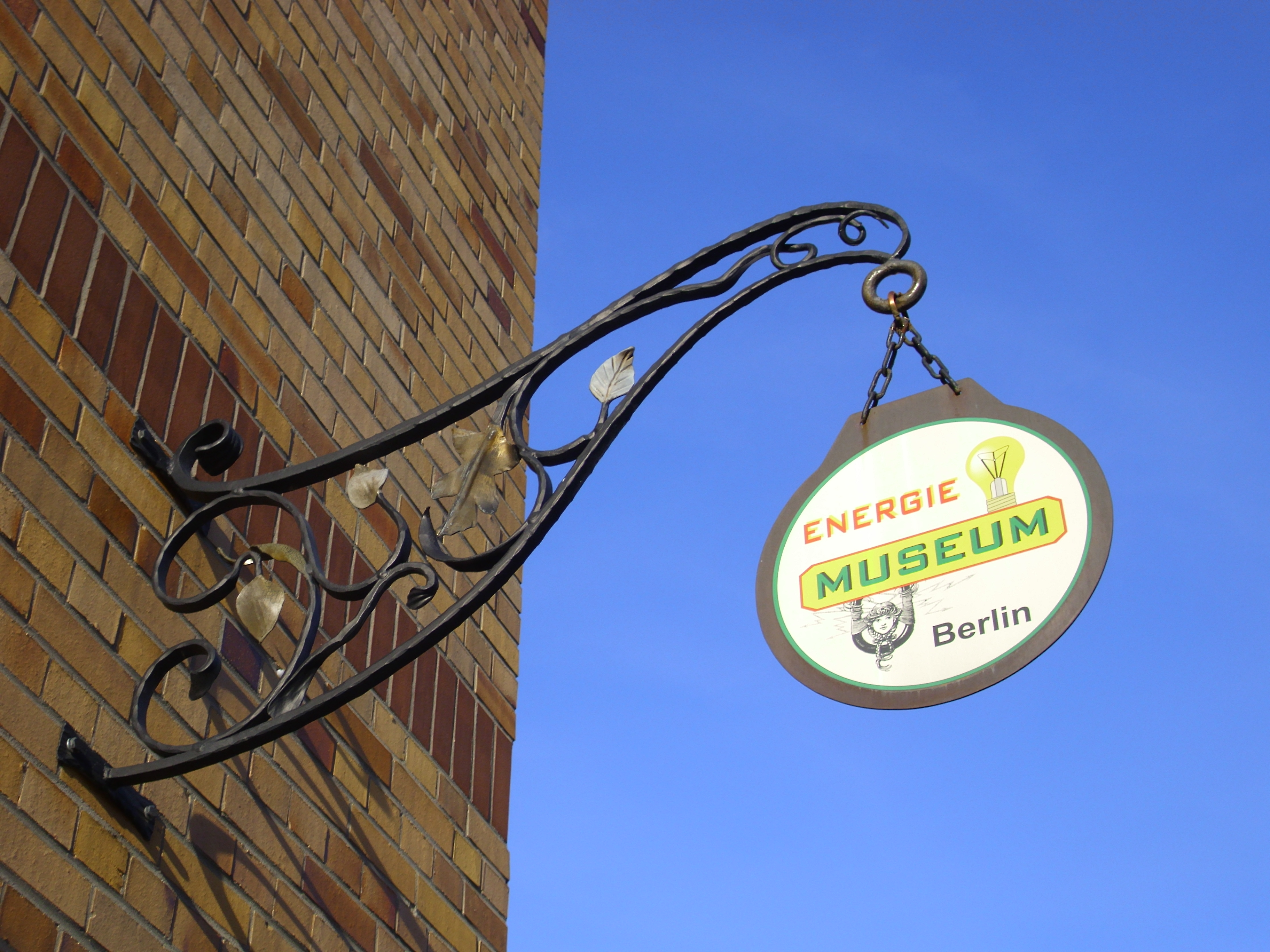
Schild am Energie-Museum Berlin

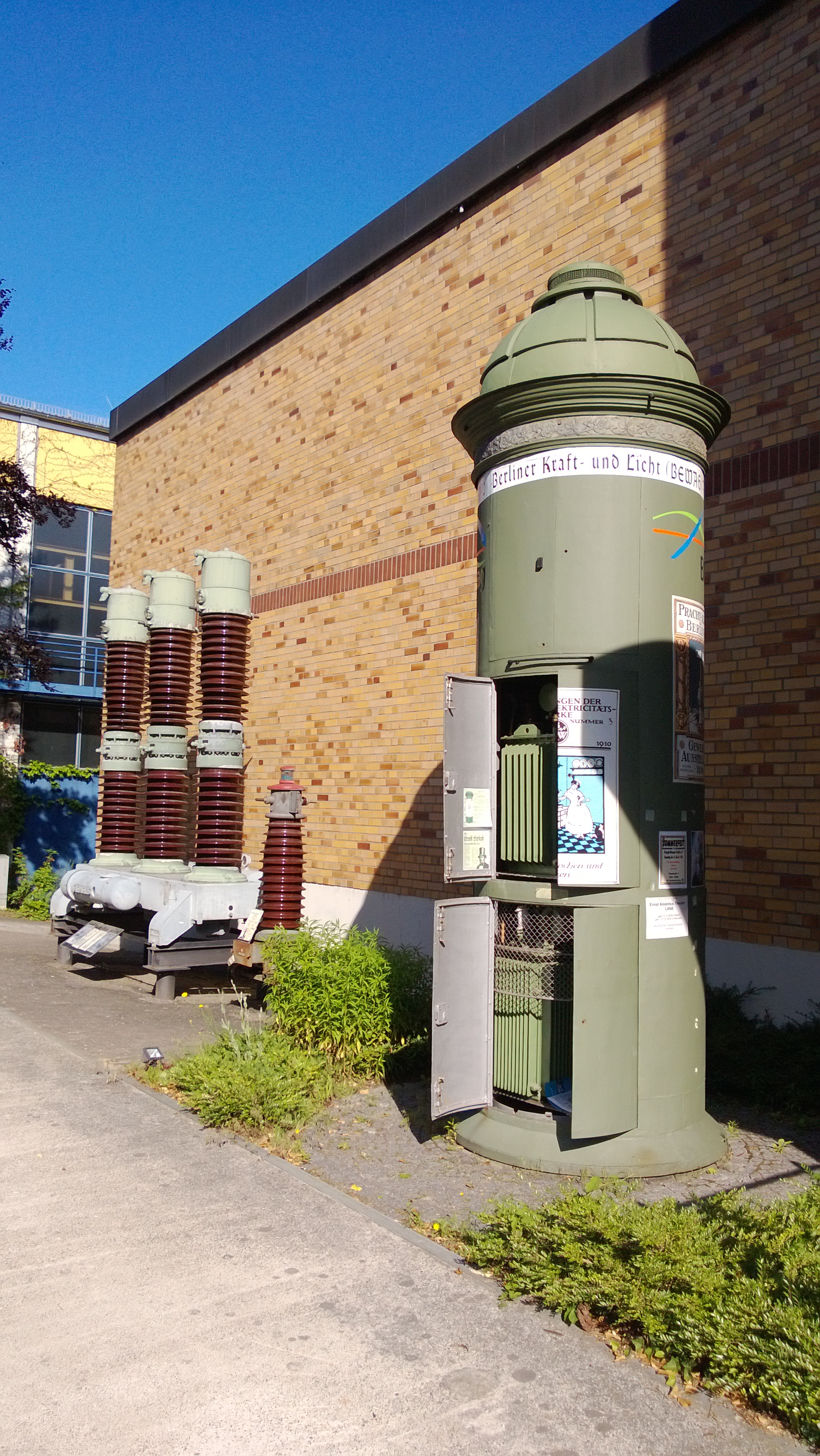
Berliner Litfaßsäulen-Transformator

Am 10. Mai 2001 wurde der gemeinnützige Förderkreis zur Sammlung historischer Anlagenteile und Geräte aus der Technik der Strom- und Wärmeversorgung Berlins e. V. von Mitarbeitern und Pensionären der ehemaligen Bewag AG gegründet. Dieser Förderverein steht allen Interessierten offen und betreibt das Museum mit dem Ziel, die vielseitige Geschichte der Energieversorgung und Elektrotechnik, vor allem in Berlin, das zu Beginn des 20. Jahrhunderts den Beinamen Elektropolis trug, darzustellen.
Das Energie-Museum Berlin wurde im Gebäude der Batteriespeicheranlage eingerichtet und wird ehrenamtlich betrieben. Daher ist ein Besuch des Museums nur nach vorheriger Terminvereinbarung möglich. Besucher können mittels Leitfaden selbst auf Erkundung gehen oder sich fachkundig führen lassen. Der Eintritt sowie die Führungen sind frei.